# 남부해방군
남부해방군(Ejército Libertador del Sur)은 멕시코 혁명 당시 에밀리아노 사파타가 이끌던 무장집단이다. 일반적으로 사파타주의자(Zapatistas 사파티스타스[*])라고 불렸다. 혁명 집단 중에서 대지주 계급을 붕괴시키고 빈농에게 토지를 분배하는 토지개혁을 주장하는 급진좌파에 해당했다.
남부해방군은 1910년 멕시코 남부의 주인 모렐로스주에서 결성되었다. 토지개혁을 중시한 사파타는 멕시코 혁명의 주요 인물 중하나로 부상했다.
사파타주의자들은 포르피리오 디아스 독재정권에 맞서기 위해 프란시스코 마데로와 연대했다. 그러나 1911년 디아스가 축출된 뒤 마데로 정권에서도 토지개혁에 대한 의사가 없음이 밝혀지자 사파타주의자들은 마데로에 대해서도 저항투쟁을 개시했다. 사파타주의자들은 쿠데타를 일으켜 마데로를 죽이고 집권한 빅토리아노 우에르타, 그 뒤의 혁명가 베누스티아노 카란사 모두에게 적대적이었다. 1914년 사파타는 멕시코시티에서 북부의 판초 비야와 회동, 그와 연합하여 혁명의 진로를 돌리기로 했으나, 제대로 된 성과 없이 각자의 점령지로 돌아가 버렸다. 1919년 지도자 사파타가 암살된 것은 사파타주의자들에게 치명타였다. 사파타 개인의 강력한 카리스마 아래 단결된 매우 느슨한 집단이었던 사파타주의자들은 사파타가 사라지자 서서히 붕괴되었다.
사파타주의자들의 출신성분은 주로 빈농으로 이루어져 있었으며, 때문에 한철은 와서 투쟁에 참여하다가 농사철이 되면 집으로 돌아가는 경우가 흔했다.

## 같이 보기
- 북부사단
- 민란